# Шталаг 304
Шталаг 304 (нім. Stalag 304) — нацистський табір для радянських та італійських військовополонених, розташований на території військового округу IV (Саксонія). З вересня 1942 року табір отримав назву Шталаг IV B/Z і став філією Шталага IV-B у місті Мюльберг. У лютому 1943 року його перепрофілювали в резервний госпіталь для військовополонених. Табір функціонував з квітня 1941 до квітня 1945 року і був звільнений Червоною Армією.

## Організація табору
У квітні 1941 року розпочалася підготовка до будівництва табору на полігоні Цайтгайн біля станції Якобсталь.

## Умови утримання
У перші місяці існування табір являв собою огороджену колючим дротом зону без укриття від погодних умов. Військовополоненим довелося насамперед будувати приміщення для охорони та господарські споруди. З вересня 1941 року вони почали споруджувати бараки для власного проживання. Лише до кінця 1942 року будівництво табору було завершено.
У 1941—1945 рр. у таборі загинуло близько 25000 радянських військовополонених. У 2005 році громадські об'єднання «Саксонські меморіали» та «Народний Союз Німеччини» з догляду за військовими могилами опублікували «Книгу Пам'яті радянських військовополонених, які померли в таборі Цайтгайн у Саксонії» з даними понад 5 тисяч осіб. У квітні 2006 року в Білорусії вийшло видання російською мовою: «Цайтгайн — Книга пам'яті радянських військовополонених».

## Функціонування табору
У 1941—1942 роках табір Цайтгайн слугував центральним приймально-пересильним пунктом для радянських військовополонених, які прибували у військовий округ IV. Після реєстрації працездатних військовополонених направляли в трудові команди через інші стаціонарні табори, а непрацездатні залишалися в Цайтгайні. Деякі трудові команди Шталагу 304 (IV H) були закріплені за самим табором або працювали неподалік, наприклад, на полігоні чи фабриці боєприпасів у Цайтгайні.
У період 1941—1942 років оперативна група, до складу якої входили три співробітники кримінальної поліції гестапо з Дрездена, вибрала щонайменше 1000 військовополонених, яких відправили через шталаг IVB в Мюльберзі в концентраційний табір Бухенвальд. Одразу після їхнього прибуття, їх стратили пострілом у потилицю в спеціалізованій камері, призначеній для вбивства радянських військовополонених.
У вересні 1942 року шталаг із десятьма тисячами радянських військовополонених був переведений у бельгійське місто Левен. Ці ув'язнені були задіяні у роботі на вугільних шахтах Бельгії та Північної Франції. Щоб підтримати їхню працездатність хоча б тимчасово, умови перебування були трохи покращені. Незважаючи на це, рівень смертності серед них залишався високим через вкрай важкі умови праці. Хворі на туберкульоз військовополонені залишалися в Цайтхайні, який перетворився на основний депортаційний лазарет для таких пацієнтів з різних регіонів Рейху.

## Опір ув'язнених
З кінця 1941 року у таборі зародився рух опору. Було створено підпільну партійну організацію, пов'язану з парторганізацією табору IV-B. Керівники: Микола Федорович Дементьєв, Михайло Васильович Черкасов, Степан Павлович Злобін та Іван Андрійович Костирін. Організація охоплювала медиків, працівників кухні, складу обмундирування, пошти, бюро з розподілу військовополонених на роботу, прибиральників приміщень німецьких офіцерів, відділ реєстрації військовополонених, лазню та бараки.
Влітку 1944 року підпільну партійну організацію в Цайтгайні було розкрито. Дванадцятьох осіб, включно зі Степаном Павловичем Злобіним і Михайлом Васильовичем Черкасовим, відправили до табору IV-B у Мюльберзі, а потім мали перемістити до концентраційного табору. Їх розмістили у загальних бараках під наглядом абвера, закутими у кайдани. Поки тривало вивчення справ, когось сховали у санчастині, когось відправили на роботи до селян, решта отримали довідки про інвалідність 2-ї та 3-ї груп за підписом німецького лікаря. Військовополонені повернулися до табору через 1-1,5 місяця. Після цього роботу підпільної організації було відновлено.

## У культурі
Після повернення з війни учасник опору і письменник Степан Павлович Злобін почав писати роман «Повсталі мерці» — про перебування в полоні, проте 1946 року твір вилучили й він потрапив під цензуру. У 1962 році було видано автобіографічний роман «Зниклі безвісти», який зробив значний внесок у справу реабілітації колишніх радянських військовополонених. Персонажі засновані на реальних прототипах: під ім'ям Омеляна Баграмова письменник зобразив себе, а під ім'ям Василя Михайловича Баркова — Михайла Васильовича Черкасова.